# Paratyphlotanais typica
Paratyphlotanais typica är en kräftdjursart som beskrevs av Kud. -past. och Fedor Aleksandrovich Pasternak 1978. Paratyphlotanais typica ingår i släktet Paratyphlotanais och familjen Nototanaidae. Inga underarter finns listade i Catalogue of Life.